# エルンスト・クリーク

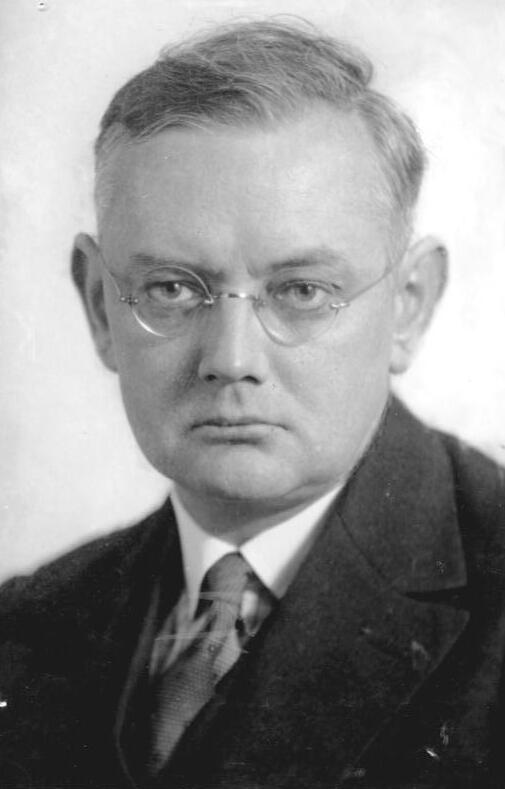
エルンスト・クリーク（1930年）

エルンスト・クリーク（Ernst Krieck, 1882年6月6日 - 1947年3月19日）は、ドイツの教育者で、著述家、大学教授。国家社会主義ドイツ労働者党（ナチ党）の御用教育学者である。

## 生涯
バーデン＝ヴュルテンベルク州フェーギスハイム (Vögisheim) に生まれる。実科学校を卒業後、カールスルーエの教員養成所を経て国民学校の教師になり、当時の教育のあり方を機械的で官僚的過ぎると批判。この時期、彼は独自に自身の教育観を築き上げていく。
1910年、彼は最初の著述『人格と教育』(Personlichkeit und Kultur) を出版。1917年には『ドイツの国家理想』(Die deutsche Staatsidee)、1920年には『学問の革命』(Revolution der Wissenschaft)、そして1922年に至り、後に自ら主著という『教育の哲学』(Philosophie der Erziehung) が出る。この本により、エルンスト・クリークは、ハイデルベルク大学で名誉博士号を取得した。
クリークはアビトゥーア資格を得ないまま大学教員になっているが、父親が壁職人兼小作人であったクリークはアビトゥーアを受験するような生活環境の中で育っておらず、その受験の事実上の前提となるギムナジウムに進むようなチャンスも全く与えられていなかった。従って教員になるための教育を受けることが、より高い自己錬成のための唯一の道だったのである。
その後4年間彼は自由な著述家として専念し、1928年にはフランクフルト・アム・マインの教育大学 (Pädagogische Akademie) に招聘される。しかし、1931年の夏至祭りにおいて「第三帝国万歳」と叫んだことで、彼はドルトムントの教育大学に懲戒転任させられる。それでもなお彼は赴任先のルール地方でもしばしば政治的な発言を繰り返した。
後にナチの代名詞となる「第三帝国」という用語は、保守革命を提唱したメラー・ファン・デン・ブルックの造語とされてきたが、実はクリークがイプセンの『皇帝とガリラヤ人』のなかから見つけ、1917年に発表した論文「ドイツの国家理念」で用いたものである。
翌1932年、クリークはドイツ国家社会主義教員同盟の一員となり、併せてナチ党員となる。その年、彼はフランクフルト・アム・マインのフランクフルト大学の総長となる。彼は同大学において哲学と教育学の教授職をも担当した。この地位に彼は第二次世界大戦の終結まで留まったが、大戦後にアメリカ軍によってその職を解かれ、バイエルン州モースブルク・アン・デア・イーザル (Moosburg an der Isar) の収容所に送られた。1947年に収容所内にて没。